# ソコル・クシュタ
ソコル・クシュタ（Sokol Kushta, 1964年4月17日 - ）は、アルバニアの元サッカー選手、サッカー指導者。元アルバニア代表。現役時代のポジションはフォワード。

## 概要
クシュタは1987年の年間欧州最優秀選手の30位に選ばれた。
KFティラナのマヒル・ハリリと共にアルバニア・スーパーカップでの得点王記録を持つ一人であり、その記録は1990年の大会の際にFKディナモ・ティラナからハットトリックを達成したものである。

## 所属クラブ
- KSフラムルタリ・ヴロラ　1981-1984
- KFパルチザニ・ティラナ　1984-1987
- KSフラムルタリ・ヴロラ　1987-1991
- イラクリス・テッサロニキFC　1991-1993
- アポロン・カラマリアス　1993-1994
- オリンピアコス・ニコシア　1994-1995
- エスニコス・アフナFC　1995-1996

## 指導歴
- KSフラムルタリ・ヴロラ 2000-2001